# Municipio de Peno (Dakota del Sur)
El municipio de Peno (en inglés: Peno Township) es un municipio ubicado en el condado de Pennington en el estado estadounidense de Dakota del Sur. En el año 2010 tenía una población de 21 habitantes y una densidad poblacional de 0,23 personas por km².

## Geografía
El municipio de Peno se encuentra ubicado en las coordenadas 44°7′29″N 102°5′59″O / 44.12472, -102.09972. Según la Oficina del Censo de los Estados Unidos, el municipio tiene una superficie total de 92.99 km², de la cual 92,64 km² corresponden a tierra firme y (0,38 %) 0,35 km² es agua.

## Demografía
Según el censo de 2010, había 21 personas residiendo en el municipio de Peno. La densidad de población era de 0,23 hab./km². De los 21 habitantes, el municipio de Peno estaba compuesto por el 100 % blancos. Del total de la población el 0 % eran hispanos o latinos de cualquier raza.